# Франкенберг, Иоганн Генрих фон
Иоганн Генрих фон Франкенберг (нем. Johann Heinrich von Frankenberg, нидерл. Joannes-Henricus von Franckenberg; 18 сентября 1726, Гросс-Глогау, Глогувское княжество, Королевство Богемия — 11 июня 1804, Бреда, Батавская республика) — южнонидерландский кардинал. Архиепископ Мехелена и примас Бельгии с 28 мая 1759 по 20 ноября 1801. Кардинал-священник с 1 июня 1778 по 11 июня 1804. 